# Kalialang (Jatibarang)
Kalialang is een bestuurslaag in het regentschap Brebes van de provincie Midden-Java, Indonesië. Kalialang telt 1117 inwoners (volkstelling 2010).